# Crupier
Un crupier (del francès croupier) és un empleat dels casinos de joc que s'encarrega de dirigir les partides. En el jocs de contrapartida (ruleta, black-jack...), el crupier esdevé el representant de la banca i els clients juguen contra ell. Malgrat això, el crupier sempre juga segons unes regles preestablertes i no té capacitat de decisió. En els jocs de cercle (pòquer, chemin-de-fer...), el crupier només assisteix als jugadors que s'enfronten entre si.

## Categories
A Europa hi ha dues grans categories d'empleat: el crupier i el cap de taula. Generalment, els crupiers són els treballadors que tenen tracte directe amb el públic. S'encarreguen de pagar els premis i retirar les postes perdedores, repartir les cartes, tirar la bola a la ruleta… sempre seguint uns estrictes procediments.
Els caps de taula són crupiers veterans que s'encarreguen de supervisar la partida, vetllar per seguretat de les postes i corregir qualsevol error que el crupier pugui cometre.
Les propines, que els guanyadors indefectiblement lliuren als crupiers, esdevenen una part substancial de llurs sous. Tant a Catalunya com a la resta d'Europa, a final de mes es reparteix el total de les propines de manera proporcional a la veterania dels empleats.

## Història
El terme crupier és un gal·licisme que va introduir-se a la llengua catalana durant el segle xix. El cavalier croupier era el genet expert, que muntant darrere d'un principiant, li ensenyava l'art de l'equitació. Posteriorment s'emprà aquesta locució per a referir-se a les persones que assistien a un jugador novell, donant-li consells a canvi d'una propina. Normalment, aquests individus restaven dempeus i darrere del jugador. Abans d'imposar-se el terme crupier, es feia servir en català la paraula ‘barater', és a dir, qui cobra el ‘barat' o propina.